# بورجا ناوارو (بازیکن فوتبال، زاده ۱۹۹۰)
بورجا ناوارو (انگلیسی: Borja Navarro؛ زادهٔ ۱۴ مهٔ ۱۹۹۰) بازیکن فوتبال اهل اسپانیا است.
از باشگاه‌هایی که در آن بازی کرده‌است می‌توان به باشگاه فوتبال کامپوستلا، باشگاه فوتبال اسپورتینگ خیخون، و باشگاه فوتبال آلباسته بالومپیه اشاره کرد.